# 野口英世記念館
野口英世記念館（のぐちひでよきねんかん）は、福島県耶麻郡猪苗代町にある、同町出身の細菌学者である野口英世の記念博物館。生家をはじめ英世の遺品や資料などを展示している。福島県の登録博物館第1号。運営管理は公益財団法人野口英世記念会。館長は八子弥寿男（英世の幼馴染で親友の八子弥壽平の孫）。

## 概要

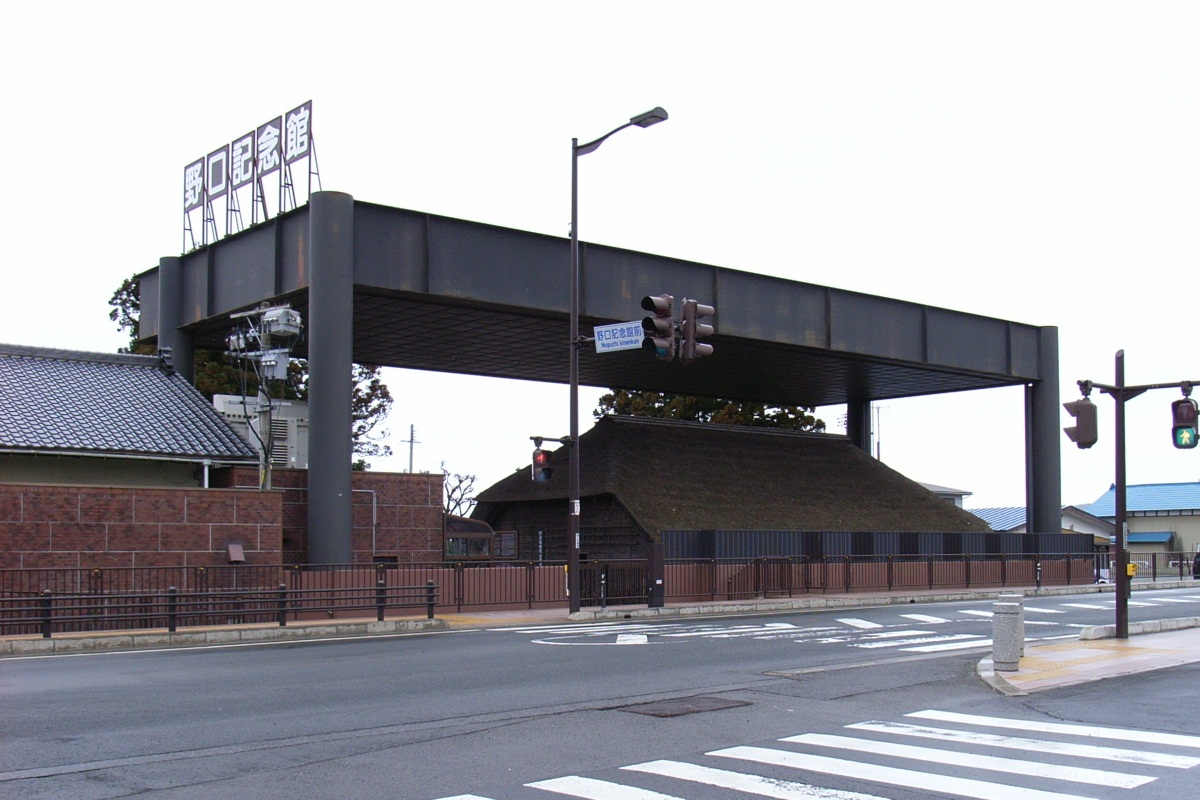
記念館にある生家を北側の国道49号線（越後街道）から見る

1939年（昭和14年）に開館。館内は主に野口の生家と展示室から成っており、展示室には野口の死後にアメリカ在住の妻、メリーほか遺族や関係者から提供された遺品・資料が展示されている。生家は野口の幼少期の姿を保っている。その生家では、野口が乳児期に火傷を負った囲炉裏も見学することができる。また、直下に野口の遺髪を納めた「誕生地の碑」と野口が遺した格言を刻んだ「忍耐の碑」の二つの碑の他、母のシカが篤く信仰していた観音にちなんだ観音堂が保存されている。福島県の登録博物館の第一号として指定された経緯がある。

## 沿革
- 1938年 - 文部大臣より財団法人の設立が許可される。
- 1939年 - 開館。
- 2009年3月：英世を模したロボット展示を始める[4]。
- 2015年4月 - 展示室の増築と展示の完全リニューアルを主とする改修が行われ完成する[5]。グッドデザイン賞受賞。

## 館内
- 生家（1823年建築、2019年登録有形文化財登録）
- 展示室
- 観音堂
- 誕生地の碑と忍耐の碑
- 売店

## 所在地
福島県耶麻郡猪苗代町大字三ツ和字前田81

## 開館時間
- 4月 - 10月 午前9時00分 - 午後5時30分（入場：午後5時00分まで）
- 11月 - 3月 午前9時00分 - 午後4時30分（入場は午後4時まで）

## 入館料
- 大人（15歳以上）：600円
- こども（小中学生）：300円

一般団体
- 大人：550円
- こども：250円

学生団体（学校引率）
- 大学・高校各種学校生：400円
- 小中学校生：250円

## アクセス
- JR磐越西線猪苗代駅から
  - バス
    - 金の橋・会津レクリエーション公園・慧日寺方面バスで約10分

  - タクシー
    - 約６分
- 車
  - 磐越自動車道・猪苗代磐梯高原インターチェンジから約5分

## その他
- 見学所要時間は約40分としている。
- 売店があり、テレホンカードなどのグッズが販売されている。

## 関連施設
- 野口英世記念会館（東京都） - 同じ法人の運営で、新宿区大京町に所在した。施設老朽化に伴い、2011年（平成23年）3月に閉館した。